# Zona torrida (film)
Zona torrida (Torrid Zone) è un film del 1940 diretto da William Keighley.
È un film d'avventura statunitense ambientato nel Centro America con James Cagney, Ann Sheridan, Pat O'Brien e Andy Devine.

## Produzione
Il film, diretto da William Keighley su una sceneggiatura di Richard Macaulay e Jerry Wald, fu prodotto, non accreditato, da William Cagney e, come produttore associato, da Mark Hellinger per la Warner Bros. (la produzione è accreditata nei titoli come "A Warner Bros.--First National Picture") e girato nei Warner Brothers Burbank Studios a Burbank, California, dall'8 febbraio 1940.

## Distribuzione
Il film fu distribuito con il titolo Torrid Zone negli Stati Uniti dal 25 maggio 1940 (première a New York il 18 maggio) al cinema dalla Warner Bros.
Altre distribuzioni:
- in Australia il 1º agosto 1940
- in Svezia il 26 dicembre 1940 (Revolt i Costa Rica)
- in Finlandia il 12 aprile 1942 (Costa Rican sankari)
- in Portogallo il 6 luglio 1944 (Zona Tórrida)
- in Germania Ovest il 28 luglio 1979 (Tropische Zone, in TV)
- in Belgio (Tropische zone e Zone torride)
- in Brasile (Zona Tórrida)
- in Grecia (Peran tou Isimerinou)
- in Italia (Zona torrida)
- in Venezuela (Zona tórrida)